# پیشینه شهرداری در ایران
گذشته، شهرداری‌ها در ایران بلدیه خوانده می‌شدند. ناصرالدین شاه در سال ۱۲۶۲ ه. ش به دنبال اصلاح امور داخلی، تصمیم گرفت بلدیه را در تهران تأسیس کند اما موفق نشد. در سال ۱۲۸۳ ه‍. ش، قانون بلدیه در مجلس شورای ملی تصویب شد.
پیش از تشکیل بلدیه، مردم هر شهر طبق آداب و رسوم و اعتقادات شخصی و دینی، بدون مداخله حکومت، خدمات شهری را انجام می‌دادند. پس از پیروزی مشروطه مشکلات مختلفی در اداره امور شهرها در زمینه‌هایی مانند بهداشت شهری و آب‌رسانی وجود داشت که موجب شد نمایندگان مجلس اول در صدد تدوین زمینه‌هایی برای بهداشت شهرها برآمدند، که منجر به تدین نخستین قانون شهرداری‌ها تحت عنوان «قانون بلدیه» در ۱۹ خرداد ۱۲۸۶ شمسی شد اما در این میان تنها یک شهر  وجود داشت که در حدود ۱۲۷۶ خورشیدی و تحت نام “بلدیه” به امور شهری پرداخت، آن هم بندرلنگه بود نخستین شهردار بندرلنگه در زمان مدحت‌السلطنه (محمد باقر کلانتر لاری)بود و بعد از او محمد حسن معتمدالسلطان (سال ۱۲۹۹ خ) و سپس “خالو باقر اِوَزی شهردار شد، که در عین حال رئیس داروغه شهر هم بودند .
از سال ۱۲۹۰ دولت سعی داشت بلدیه را به خود وابسته کند ولی این موضوع تا کودتای ۱۲۹۹ عملی نگردید؛ ولی پس از کودتا و روی کار آمدن سید ضیاءالدین طباطبایی و تسلط دولت بر تمامی امور، در سال ۱۳۰۰ بلدیه که تا آن زمان نهادی مستقل بود به دولت وابسته شد.
نخستین بلدیه (= شهرداری) که براساس قانون جدید فوق‌الذکر تأسیس شد، شهردار ی تبریز  که در ۱۱ اردیبهشت  سال ۱۲۸۶ ه.ش افتاح شد  بود که با تشکیلات جدید در همان سال (۱۲۸۶ ه‍.ش)، تقریباً بلافاصله پس از تصویب قانون، پایه‌گذاری شد و با تشکیلات جدید آغاز به کار کرد اما شاین ذکر است که بندرلنگه قبل از قانون تشکیلات جدید داری شهرداری (بلدیه) بوده است. بعد از آن تا سال ۱۳۰۰ فقط در ۱۰ شهر، شهرداری تأسیس شد. این شهرها عبارت بودند از اصفهان در سال ۱۲۸۶ ،شیراز و همدان ودر سال ۱۲۹۰،سال ۱۲۹۶، مشهد در سال ۱۲۹۷، دزفول در سال ۱۲۹۹ و مراغه، کرمان و ماکو و شهرضا (قمشه)در سال ۱۳۰۰". تا پیش از سال ۱۳۰۴ نیز ۶ شهر دیگر به شهرهای دارای شهرداری پیوستند که عبارت بودند از بندر انزلی در سال ۱۲۹۶، اهر و بوشهر در سال ۱۳۰۱، خوی و زنجان در سال ۱۳۰۲ و آبادان در سال ۱۳۰۳ ". در دوره نخست که از سال ۱۲۸۶ آغاز شد و تا سال ۱۳۰۴، یعنی آغاز سلطنت پهلوی اول  شهرداری سیاهکل پایان یافت مجموعاً شانزده شهرداری در شهرهای ایران تأسیس شد. و بعد از آن به تدریج شهرهای ایران دارای شهرداری شدند.